# Feroze Khan
Feroze-Ud-Din (Felroze) Khan (Jalandhar, 9 september 1904 - Islamabad, 20 april 2005) was een Indiaas hockeyer. Khan woonde in het Pakistaanse gedeelte van Brits-Indië.
Khan won met de Indiase ploeg de olympische gouden medaille in 1928 in Amsterdam. Khan was na overlijden van de Amerikaanse roeier James Rockefeller de oudste levende olympisch kampioen. 

## Resultaten
- 1928  Olympische Zomerspelen in Amsterdam